# Advanced Amiga Architecture
Advanced Amiga Architecture (AAA oder Triple-A) mit 64-Bit-Grafik, sollte der Nachfolge-Chipsatz von AGA werden. Es sollte zeitgemäße Leistung mit weitgehender Kompatibilität zum vorherigen Amiga-ECS-Chipsatz verbinden. Da abzusehen war, dass AAA wegen zu hoher Kosten und geringer Leistung im Vergleich zu PC-Grafikkarten nicht konkurrenzfähig sein würde, wurde die Entwicklung 1993 zugunsten des Hombre-Chipsatzes eingestellt. Zu diesem Zeitpunkt existierten bereits Hardware-Muster der Chips, die allerdings noch stark fehlerbehaftet waren. Drei „Nyx“ genannte Prototypen wurden als Technologiedemonstration und zur Fehlersuche gebaut.
Neben Anderen war Dave Haynie an der Entwicklung beteiligt.

## Design-Ziele
Der AAA-Chipsatz sollte diese technischen Anforderungen erfüllen:
- 32/64-Bit-Datenbus.
- 256 tiefe Farbtabellen-Einträge mit jeweils 25 Bit Breite (256 indirekte Farben, indiziert über 24-Bit-Palette mit einem extra Genlock-Bit wie bei AGA). Dieser Modus wird im nativen AmigaOS-Display ausgeführt.
- Direkte 16-Bit-Ebenen, Bitplane-Pixel ohne Einträge in der Farbtabelle. Da dieser Modus keine Palette oder Farbtabelle nutzt, erfordert er eine Art von ReTargetable-Graphics-Treiber wie beim Chunky-Modus.
- Neuer Agnus-/Alice-Ersatzchip „Andrea“ mit einem aktualisierten 32-Bit-Blitter und Copper, der Chunky-Pixel verarbeiten kann.
- Ein Line-Buffer-Chip mit Doppelpufferung namens „Linda“ bietet eine höhere Auflösung (bis zu 1280 × 1024). Linda dekomprimiert auch zwei neue gepackte Pixel (PACKLUT, PACKHY) im laufenden Betrieb.
- Aktualisierte Version von Paula namens „Mary“ mit 8 Stimmen, die entweder dem linken oder dem rechten Kanal zugeordnet werden können; jeder Kanal hat eine Auflösung von 16 Bit mit bis zu 100 kHz Abtastrate; Zusätzlich gibt es einen 8-Bit-Audio-Sampling-Eingang.
- Direct-Chunky-16-Bit-Pixel (15 Bit für 32768 Farben und 1 Bit für Genlock-Overlay), realisiert im Chip „Monica“, dieser Modus erfordert einen RTG-Treiber.
- Der neue 24-Bit-Hybridmodus (mit Chunky-/Planar-Eigenschaften) bestand aus 3-Byte-Ebenen mit jeweils 8-Bit-Blöcken. Wie die Chunky-Modi benötigt er RTG-Treiber für die fehlende Farbtabelle.
- Neuer 8/4/2-Bit-Half-Chunky Graphics-Modus, der indirekt durch die Farbtabelle wie 8-Bit-Planar-Modi funktioniert (erfordert RTG).
- Neue gepackte (komprimierte) Pixel (2-Bit-PACKLUT und 4-Bit-PACKHY), die von Linda zu 8-Bit-Half-Chunky- oder 24-Bit-Hybrid-Pixeln dekomprimiert werden, um Animationen zu beschleunigen.
- Ein umkehrbarer Pixeltakt für einen Framegrabber (ein Videoaufnahmegerät) in Chunky-Modi (dies funktioniert nur mit VRAM-Systemen).
- Neue Hold-and-Modify-Modi (HAM-8 Chunky und HAM-10 für 24 Bit/16,8 Millionen Farben).
- Die Größe der Sprites kann bis zu 128 Pixel in der Breite mit beliebiger Höhe gehen.
- Zweifache 8-Bit-Playfields.
- VRAM-Chip-Speicher-Systeme mit optionalem 32/64-Bit-DRAM-Chip-Speicher (für kostengünstigere Systeme).
- 12× bis 20× Speicherbandbreite des Chip-RAM-Zugriffs von ECS.
- Achtfache Blitter-Geschwindigkeit des AGA-/ECS-Blitters.
- Direkte Unterstützung für 4-MB-Rohdisketten (2,88-MB-IBM-formatiert und alle bekannten Formate einschließlich Mac-Disketten), mit einer direkten Schnittstelle zu einem Roh-CD-ROM-Laufwerk oder Digital Audio Tape (DAT) und einer digitalen Funkschnittstelle, verwaltet durch Mary-Chip (Port und Audio-Peripherie-Controller).
- Asynchrones Design, das von Linda und Andrea verwaltet wird, macht den AAA-Pixeltakt unabhängig von seinem Bustakt, so dass der Chipsatz mit jeder CPU (einschließlich eines beliebigen RISC-Prozessors) arbeiten kann.
- Der Chipsatz würde in seiner 64-Bit-Dual-System-Konfiguration (gesamt) bis zu 1 Million Transistoren enthalten.
- Bis zu 16 MB ChipRAM (Grafikspeicher) in Dual-Systemen
- Zwei vier-Byte-gepufferte serielle FIFO-UARTs, einer dieser UART befindet sich in der gleichen RGA-Adresse wie der ursprüngliche Paula UART.
- Ein eingebautes Genlock.
- 40 On-Demand-DMA-Kanäle, die von Andrea dynamisch zugewiesen werden.
- 64-Bit-Pixel-Bus mit 114 MHz Pixeltakt in Dual-Systemen für Auflösungen von 1280 × 1024 bei  72 Hz Wiederholrate.
- 128 Bit lange Speicherbusse.

Der anfängliche Chipsatzlauf war weitgehend funktionsfähig, aber einige wichtige Teile wie der Interrupt-Controller funktionierten nicht, andere wurden nie getestet.
Drei Prototypen mit dem Namen „Nyx“, was „Nacht“ im klassischen Griechisch bedeutet, wurden als Technikdemonstratoren und Debugger-Boards für die neuen Chips gebaut. Nyx war jedoch nie als Produktionsversion gedacht, AAA-Systeme basierten auf der von Dave Haynie entworfenen Acutiator-Architektur.
Commodore meldete Konkurs an, bevor die Entwürfe fertiggestellt wurden; ein Teil des Fokus auf AAA-Chips wurde auf die Entwicklung eines radikal anderen 64-Bit-Designs gelegt, das auf einer modifizierten PA-RISC-7150-CPU mit zusätzlichen Grafikanweisungen und Videopipelines basiert (siehe Hombre-Chipsatz). Voll funktionsfähige AAA-Chips wurden nie produziert, obwohl sie in der Fachpresse viel diskutiert wurden. Zahlreiche Pläne, Amiga zu kaufen und die Technik zu retten, kamen und gingen nach dem Tod von Commodore; alle von ihnen einschließlich der Erkenntnis, dass die Entwicklung und Veröffentlichung von AAA oder Hombre eines ihrer vorrangigen Ziele sein müsste, damit der Amiga wettbewerbsfähig bleibt.